# Club Social y Deportivo Vendaval
El Club Social y Deportivo Vendaval o simplemente Vendaval es un equipo de fútbol profesional de la ciudad salvadoreña de Apopa.

## Historia
En 2012, el club se vio obligado a fusionarse con Chalatenango para formar Chalatenango-Vendaval debido a dificultades financieras y actualmente juega en Segunda División. Sin embargo, después de una temporada, en 2013 terminó la asociación entre Chalatenango y Vendaval y se dividieron nuevamente en dos equipos, con Vendaval permaneciendo en la Segunda división mientras que Chalatenango descendió a la tercera división.

## Palmarés
- Tercera División:
  - Campeón.

## Cuerpo técnico
| Posición                       | Staff              |
| ------------------------------ | ------------------ |
| Entrenador                     | Alonzo Aguilar (*) |
| Asistente del entrenador       | Douglas Garcia     |
| Entrenador de la reserva       | TBD                |
| Entrenador del club femenil    | TBD                |
| Entrenador físico              | Guenadi Galvez     |
| Asistente de entrenador físico | Kilmarth Tejada    |
| Entrenador de porteros         | Óscar Salinas      |
| Kinesiología                   | Armando Argueta    |
| Equipo de utilidad             | Carlos Donado      |
| Director de fútbol             | TBD                |
| Doctor del equipo              | TBD                |

### Administración
| Posición       | Staff                  |
| -------------- | ---------------------- |
| Dueño          | Vendaval               |
| Presidente     | Bandera de El Salvador |
| Vicepresidente | Bandera de El Salvador |
| Secretari@     | Bandera de El Salvador |

## Entrenadores
| Nombre                         | Nacionalidad           | Período                            |
| ------------------------------ | ---------------------- | ---------------------------------- |
| Francisco Zamora               | Bandera de El Salvador | TBD–TBD                            |
| Fausto Omar "El Bocho" Vásquez | Bandera de El Salvador | 1986                               |
| Juan Ramón Paredes             | Bandera de El Salvador | 1986–1987                          |
| Mario Sotelo                   | Bandera de El Salvador | 1995                               |
| Ricardo Alarcón                | Bandera de El Salvador | TBD, 2001                          |
| Ricardo Herrera                | Bandera de El Salvador | Enero 2002 – TBD, 2002             |
| Raúl Héctor Cocherari          | Bandera de Argentina   | TBD, 2006                          |
| Fausto Omar "El Bocho" Vásquez | Bandera de El Salvador | TBD, 2007                          |
| Víctor Girón Huezo             | Bandera de El Salvador | TBD, 2008                          |
| Juan Carlos Carreño            | Bandera de Chile       | TBD, 2008                          |
| Edgar Henriquez "Kiko"         | Bandera de El Salvador | TBD, 2009 – TBD, 2010              |
| Ángel Orellana                 | Bandera de El Salvador | TBD, 2010                          |
| Marcos Portillo "el Clavo"     | Bandera de El Salvador | TBD, 2012                          |
| Jorge Calles                   | Bandera de El Salvador | TBD, 2013                          |
| Carlos Orellana                | Bandera de El Salvador | TBD, 2014 – diciembre de 2014      |
| Angel Chiquillo                | Bandera de El Salvador | Enero de 2015 – junio de 2015      |
| Carlos Orellana                | Bandera de El Salvador | TBD, 2015 – TBD, 2016              |
| Francisco Hernandez            | Bandera de El Salvador | Octubre de 2016 – TBD, 2016        |
| Carlos Mauricio Sortelo        | Bandera de El Salvador | TBD, 2016 – agosto de 2017         |
| Héctor Jara                    | Bandera de Chile       | Agosto, 2017 – mayo de 2018        |
| Pablo Quiñonez                 | Bandera de Uruguay     | Julio de 2018 – septiembre de 2018 |
| Bairon Alvarez                 | Bandera de El Salvador | Septiembre de 2018 – enero de 2019 |
| Jorge Calles                   | Bandera de El Salvador | Enero de 2019 – marzo de 2019      |
| Osmin Orellana                 | Bandera de El Salvador | Marzo de 2019 – julio de 2019      |
| Christian Lopez                | Bandera de El Salvador | Agosto de 2019 – octubre de 2019   |
| Bayrón Álvarez (Interino)      | Bandera de El Salvador | Octubre de 2019                    |
| Osmin Orellana                 | Bandera de El Salvador | Noviembre de 2019 – marzo de 2020  |
| Alonzo Aguilar                 | Bandera de El Salvador | Enero de 2021 – presente           |